# Änglagård – tredje gången gillt
Änglagård – tredje gången gillt (arbetsnamn Änglagård 3) är den tredje filmen i serien Änglagård av Colin Nutley om Fanny Zander. Premiär för filmen var den 25 december 2010 och release-datum för DVD och Blu-ray var den 25 maj 2011.

## Handling
Fanny Zander äger ett litet hotell på Mallorca, där hon bor med dottern Alice. Hotellet köpte hon när Änglagård brann ner. Alice ber att få höra historien om Änglagård och konfronterar därefter sin mor med uppgifter om att Fannys pappa inte är Ivar, utan Axel Flogfält, något som Alice hört från Axels barnbarn via Facebook. Fanny, Alice och Zac återvänder till Yxared för att reda ut vem som egentligen är Fannys pappa. Alice kräver att få veta sin bakgrund, vilket också väcker frågan om vem som är pappa till Alice.

## Rollista
- Helena Bergström – Fanny Zander
- Rikard Wolff – Zac
- Molly Nutley – Alice Zander
- Sven Wollter – Axel Flogfält
- Reine Brynolfsson – Henning Collmer
- Jakob Eklund – Mårten Flogfält
- Tord Peterson – Ivar Pettersson
- Lindy Larsson – Kristoffer (pastorsadjunkt)
- Jan Mybrand – Per-Ove Ågren
- Ing-Marie Carlsson – Eva Ågren
- Maria Lundqvist – Anki
- Lena T Hansson – Mona
- Gabriella Boris – Vendela Flogfält
- Adrian Matenda – Måns Flogfält
- Nikisha Fogo – Leia Ågren
- Shenie Fogo – Lilly Ågren

## Om filmen
Det "Vita Huset" som omnämns i filmen och som även är den nya prästgården är egentligen en herrgård, Grimstorp, och ligger vid byn Sandhem i Mullsjö kommun, cirka tre mil sydost om Falköping. I filmen döps det "Vita huset"  senare om till Änglagård. Den så kallade lanthandeln som är med i filmen spelades in i ett litet samhälle som heter Vistorp i Västra Götaland. Vistorp ligger cirka två mil söder om Falköping och cirka en mil norr om Sandhem där man filmade scenerna i det "Vita Huset". Sandhem och Vistorp ligger inte alls långt ifrån trakterna kring Ulricehamn där de två första filmerna spelades in. Grimstorp ägs av Gunnar och Eva Hartelius. I huset hänger porträtt av Carl von Linné, hans bror och föräldrar. Dessa är avlägsna släktingar till Gunnar Hartelius.

## Mottagandet
Änglagård – tredje gången gillt mottogs övervägande negativt. I Expressen skrev Miranda Sigander: ”Det här med faderskapet reds ut väldigt kvickt och sedan är det en halv film kvar att fylla” och Karoline Eriksson i SvD frågade sig ”om det finns behov av denna av återblickar späckade hyllningsfilm-till-filmen, och av att få samma intrig idisslad och serverad som ännu en uppföljare.” Aftonbladet tillhörde de mest positiva, och skrev att filmen ”blir en enda lång varm hyllning till den bondeskröna som trollband publiken på 90-talet.” Trots kritiken kom biobesökarna till biograferna, och under 2010 års sista biohelg steg filmen näst högst upp på biotoppen. Följande helg gick den upp på första plats.
Veckorna efter premiären presenterades nomineringarna till 2011 års Guldbaggar. Änglagård – tredje gången gillt var inte med, och till Aftonbladet sade Bergström att det var märkligt att deras film låg etta på biotoppen samtidigt som Colin Nutley inte kände sig välkommen på Guldbaggegalan. Hon fick medhåll från bland andra Kjell Sundvall: ”Vi som gör publik eller kommersiell film i Sverige är inte ansedda [… ] Jag känner att vi är del av samma gäng, Colin och jag.” DN:s filmkritiker Helena Lindblad ansåg dock att Bergströms utspel var ”märkligt oproffsigt”, och att Nutley snarare var privilegierad än mobbad av filmetablissemanget.
Änglagård – tredje gången gillt sågs av 496 268 svenska biobesökare 2011 och blev därmed den näst mest sedda svenska filmen och den sjätte mest sedda filmen överlag det året.